# Аэропорт (станция, Москва)
Аэропо́рт — железнодорожная станция Московской железной дороги в Москве. Находится на тупиковом ответвлении от станции Лесной Городок главного хода Киевского направления Московской железной дороги. Входит в Московско-Смоленский центр организации работы железнодорожных станций ДЦС-3 Московской дирекции управления движением. По основному характеру работы является промежуточной, по объёму работы отнесена ко 2 классу. Ранее была станцией 3 класса.
Расположена на территории района Внуково Западного административного округа, вблизи международного аэропорта Внуково. Находится на расстоянии 31 километра к юго-западу от Киевского вокзала, это расстояние проходится электропоездами за 38-42 минуты.
В границах станции Аэропорт находятся два остановочных пункта:
- (ныне в основном известен как «Аэропорт (Старая платформа)») Одноимённый наземный у тупикового бокового пути № 1, одна боковая платформа. Не обеспечивает подвоз к пассажирскому терминалу аэропорта, поэтому пассажиропоток мал. Так как путь тупиковый, проезд к следующему о.п. невозможен.
- Подземный тупиковый о.п. Аэропорт Внуково непосредственно у терминала аэропорта. Одна островная платформа между тупиковыми путями № IIIБ и 4Б, являющимися продолжениями путей № II и 4 основной части станции.

Для избежания путаницы двух остановочных пунктов в части схем основная платформа помечается как старая платформа.

## Движение поездов
Между Киевским вокзалом и платформой Аэропорт ходят 3-4 пары пригородных электропоездов в день, время в пути — 38-42 минуты. Помимо этого, без остановки (по несмежным путям) проходят аэроэкспрессы, курсирующие каждые 60 минут между Киевским вокзалом и тупиковой платформой Аэропорт Внуково.

## История
- До 1966 года на ветке работал поезд из четырёх Егоровских вагонов под паровозом ФДп, затем под тепловозом ЧМЭ2[5].
- С 1960-х годов по 1997 год от Киевского вокзала до станции Аэропорт следовали электропоезда через станцию Лесной Городок. Была сооружена хорошо оборудованная островная платформа с кассой, полупрозрачными навесами, выложенная плиткой.
- В 1997 году движение прекращено в связи с тем, что станция Аэропорт не обеспечивала подвоза к аэровокзалу и не пользовалась популярностью. Контактная сеть на ответвлении была демонтирована, платформа частично разобрана
- В 2004 году линия электрифицирована снова, построена новая платформа у тупикового бокового пути № 1, открыто движение поездов-экспрессов от Киевского вокзала. От платформы Аэропорт до аэропорта курсировал рейсовый автобус Мосгортранса, расписание которого было согласовано с прибытием и отправлением электричек. Подобная схема действовала до 7 августа 2005 года, до продления линии в границах станции и открытия подземной платформы под аэровокзальным комплексом.
- В 2011 году по будням движение электропоездов до старой платформы Аэропорт было восстановлено до двух пар по будням.

- Строительство платформы (2004)
- Подъездной путь к аэропорту, разобранный при строительстве ЖД-тоннеля (2004)
- Подъездной путь на продолжении станции (2004)
- Пересадка с электрички на аэропортовский автобус (2004)
- Пересадка с электрички на аэропортовский автобус (2004)